# (1779) Paraná
Pour les articles homonymes, voir Parana.
(1779) Paraná est un astéroïde de la ceinture principale.

## Description
(1779) Paraná est un astéroïde de la ceinture principale. Il fut découvert le 15 juin 1950 à La Plata par Miguel Itzigsohn. Il présente une orbite caractérisée par un demi-grand axe de 2,18 UA, une excentricité de 0,16 et une inclinaison de 0,9° par rapport à l'écliptique.

## Compléments